# Micrurus multiscutatus
Micrurus multiscutatus är en ormart som beskrevs av Rendahl och Vestergren 1940. Micrurus multiscutatus ingår i släktet korallormar, och familjen giftsnokar. Inga underarter finns listade i Catalogue of Life.
På kroppen förekommer svarta och röda band.
Denna orm förekommer i västra Colombia och norra Ecuador. Arten lever i låglandet och i bergstrakter upp till 1500 meter över havet. Den vistas där i fuktiga skogar. Individerna gräver i lövskiktet och i det översta jordlagret. Honor lägger ägg.
Beståndet hotas av skogarnas omvandling till jordbruksmark. Populationens storlek är inte känd. IUCN kategoriserar arten globalt som otillräckligt studerad.